# Гіюмаа (волость)
Гі́йумаа (ест. Hiiumaa vald) — волость в Естонії, єдина адміністративна одиниця самоврядування в повіті Гіюмаа.

## Географічні дані
Площа волості — 1023 км2, чисельність населення на 1 січня 2017 року становила 9335 осіб.

## Населені пункти
Адміністративний центр — місто Кярдла (Kärdla linn).

## Історія
25 жовтня 2017 року після оголошення результатів виборів в органи місцевого самоврядування волость Гіюмаа офіційно утворена шляхом об'єднання міста Кярдла та волостей Гійу, Еммасте, Кяйна та Пюгалепа.